# Haralahalli, Maddur
Haralahalli là một làng thuộc tehsil Maddur, huyện Mandya, bang Karnataka, Ấn Độ.